# Vivian Lamarque
Vivian Lamarque, nata Vivian Provera Pellegrinelli Comba (Tesero, 19 aprile 1946), è una poetessa, scrittrice e traduttrice italiana.

## Biografia
Vivian Lamarque è nata a Tesero, in provincia di Trento, il 19 aprile 1946. Di origini valdesi (il nonno Ernesto Comba, pastore, fu autore di un'importante opera, Storia dei Valdesi, pubblicata nel 1935), è stata data in adozione, a nove mesi, in quanto illegittima, a una famiglia cattolica milanese. A quattro anni ha perso il giovane padre adottivo, un vigile del fuoco. A dieci ha scoperto di avere due madri e ha iniziato a scrivere le prime poesie. È stata sposata con il pittore Paolo Lamarque ("il mio cognome è il suo"). Vive a Milano dove ha una figlia e due nipoti.
Ha insegnato italiano agli stranieri e materie letterarie in licei privati. Ha tradotto La Fontaine, Valéry, Prévert, Baudelaire. Dal 1992 scrive sul Corriere della Sera.
Il suo primo libro, Teresino, ha vinto il Premio Viareggio Opera Prima nel 1981. Tra gli altri successivi premi, il Premio Nazionale Letterario Pisa 1990, Poesia ex aequo, il Montale (1993), il Pen Club ed il Premio Nazionale Alghero Donna di Letteratura e Giornalismo (1996) nella sezione poesia, il Camaiore (2003), l'Elsa Morante (2005), il Cardarelli-Tarquinia (2006), il Premio Carducci (2016) e il Bagutta (2017). Autrice anche di molte fiabe, ha ottenuto il Premio Rodari (1997) e il Premio Andersen (2000). È tra i vincitori del Premio Giuseppe Dessì 2016. Nel 2023, con L'amore da vecchia, ha ottenuto il Premio Umberto Saba Poesia promosso da Pordenonelegge.it.
Nel 2018 è stata insignita della Laurea Apollinaris Poetica dall'Università Pontificia Salesiana di Roma, premio alla carriera per i migliori poeti italiani viventi.
Nel 2023 ha vinto la prima edizione del Premio Strega poesia, con L'amore da vecchia (Mondadori).
Gran parte della sua produzione poetica è stata raccolta nell'Oscar Mondadori Poesie 1972-2002.

## Opere

### Poesia
- Teresino, Milano, Società di poesia e Guanda, 1981.
- Il Signore d'oro, Milano, Crocetti, 1986.
- Poesie dando del Lei, Milano, Garzanti, 1989. ISBN 88-11-63920-4.
- Il libro delle ninne nanne, illustrazioni di Aura Cesari, Cinisello Balsamo, Edizioni Paoline, 1989. ISBN 88-21-51832-9.
- Il signore degli spaventati, Forte dei Marmi, Pegaso, 1992.
- Una quieta polvere, Milano, A. Mondadori, 1996. ISBN 88-04-41176-7.
- Poesie. 1972-2002, Milano, Oscar Mondadori, 2002. ISBN 88-04-51053-6.
- Poesie di ghiaccio, San Dorligo della Valle, Einaudi Ragazzi, 2004. ISBN 88-7926-506-7.
- Poesie per un gatto, Milano, A. Mondadori, 2007. ISBN 978-88-04-57381-4.
- Poesie della notte, Milano, Rizzoli, 2009. ISBN 978-88-17-03389-3.
- La gentilèssa. Poesie in dialetto milanese, Brunello, Stampa, 2009. ISBN 978-88-8336-019-0.
- Madre d'inverno, Milano, Mondadori, 2016. ISBN 978-88-04-66219-8. Nuova ed. Milano, Mondadori, 2024.
- Una poesia, con un acquerello di Raffaello Margheri, I Marenghi n. 7, Officina del giorno dopo, Monte Sant'Angelo, 2022.
- L'amore da vecchia, Milano, Mondadori, 2022. ISBN 9788804751779.
- E intanto la vita?, Milano, Mondadori, 2025.

### Prosa
- La bambina che mangiava i lupi, Milano, Mursia, 1992. ISBN 88-425-1323-7.
- La minuscola bambina B, Milano, Feltrinelli, 2000. ISBN 88-07-91013-6.
- La bambina Quasi Maghina, Milano, Fabbri, 2001. ISBN 88-451-2553-X.
- La luna con le orecchie, Torino, Castalia, 2001. ISBN 88-7701-067-3.
- Fiaba di neve, Torino, Castalia, 2003. ISBN 88-7701-092-4.
- La timida Timmi, Casale Monferrato, Piemme junior, 2003. ISBN 88-384-3562-6.
- La gallinella disperata, Milano, Fabbri, 2004. ISBN 88-451-0307-2.
- Tre storie di neve, Milano, Fabbri, 2006. ISBN 88-451-3846-1.
- Storie di animali per bambini senza animali, San Dorligo della Valle, Einaudi Ragazzi, 2006. ISBN 88-7926-585-7.
- Mettete subito in disordine! Storielle al contrario, San Dorligo della Valle, Einaudi Ragazzi, 2007. ISBN 978-88-7926-654-3.
- La bambina bella e il bambino bullo e altri bambini e bambine, San Dorligo della Valle, Einaudi Ragazzi, 2008. ISBN 978-88-7926-731-1.
- I bambini li salveranno. Chi? Gli animali, San Dorligo della Valle, Einaudi Ragazzi, 2010. ISBN 978-88-7926-871-4.
- La bambina sulle punte, Milano, Mondadori junior, 2010. ISBN 978-88-04-59315-7.
- Poesie di dicembre, San Dorligo della Valle, Emme Edizioni, 2010. ISBN 978-88-6079-641-7.
- La timida Timmi cambia scuola, Milano, Piemme, 2015. ISBN 978-88-566-4315-2.
- Il lupo, l'albero e la bambina, illustrato da Antonio Ferrara, Novara, Interlinea edizioni, 2015. ISBN 978-88-6699-100-7
- Storia con mare cielo e paura, Milano, Salani, 2024. ISBN 978-88-3101-961-3.

## Discografia
- Ninne nanne di Vivian, Ottatacinque ninne nanne dal Libro delle ninne nanne di Vivian Lamarque per voce e strumenti, musiche di Irlando Danieli, CD Edipan 3035 st., 1992.

- Filastrocca in disarmo, canzone scritta col cantautore Andrea Del Monte contenuta nel disco libro  Rebus Banksy. L’uomo dall’arte ribelle, Ensemble editore, 2023, ISBN 979-1255710813.
- Ornella Vanoni ha recitato alcune sue poesie nell'album Noi, le donne noi (2003)

## Cinematografia
Il regista Silvio Soldini ha realizzato nel 2008 un documentario su Vivian Lamarque Quattro giorni con Vivian . Nel documentario la poetessa si racconta direttamente a Soldini, aprendo le porte della propria casa e trascorrendo con lui quattro intensi giorni.

## Premi e riconoscimenti
Premi letterari
- 1981 – Premio Viareggio, sezione opera prima, con Teresino[1]
- 1990 – Premio Nazionale Letterario Pisa, sezione poesia (ex aequo)[2]
- 1996 – Premio PEN, con Una quieta polvere[3]
- 1996 – Premio Alghero Donna, sezione poesia, con Una quieta polvere[4]
- 1997 – Premio Rodari[6]
- 2000 – Premio Andersen[6]
- 2003 – Premio Camaiore[9]
- 2005 – Premio Elsa Morante[10]
- 2006 – Premio Cardarelli-Tarquinia[11]
- 2014 - Premio Tirinnanzi alla carriera
- 2016 – Premio Carducci, con Madre d'inverno[12]
- 2016 – Premio Dessì[13]
- 2017 – Premio Bagutta, con Madre d'inverno[5]
- 2021 – Premio Montale Fuori di Casa, sezione poesia[14]
- 2023 – Premio Umberto Saba, con L'amore da vecchia[7]
- 2023 – Premio Fondazione Roma – Ritratti di Poesia[15]
- 2023 – Premio Viareggio nella sezione "Poesia" con L'amore da vecchia[16]
- 2023 – Premio Brignetti per L'amore da vecchia[17]
- 2023 – Premio Strega Poesia per L'amore da vecchia[18]
- 2024 – Premio Maria Maddalena Morelli alla carriera[19]

Onorificenze
- 2018 – Laurea Apollinaris Poetica dell'Università Pontificia Salesiana di Roma[20]